# Dwight Freeney
Dwight Jason Freeney (Hartford, 19 febbraio 1980) è un ex giocatore di football americano statunitense che ha militato nel ruolo di defensive end per nella National Football League (NFL). Fu scelto dagli Indianapolis Colts come 11º assoluto nel Draft NFL 2002. Al college ha giocato a Syracuse. È stato introdotto nella Pro Football Hall of Fame nel 2024.
I 47 fumble forzati in carriera da Freeney sono il massimo di tutti i tempi nella NFL.

## Carriera professionistica

### Indianapolis Colts
Al draft NFL 2002, Freeney fu selezionato come 11ª scelta assoluta dai Colts. Debuttò nella NFL l'8 settembre 2002 contro i Jacksonville Jaguars indossando la maglia numero 93. Fin dalla sua stagione da rookie si impose come uno dei migliori difensori della lega
Nella stagione 2005, Freeney vinse il titolo di miglior difensore della AFC.
Il 19 febbraio 2007, i Colts usarono su Freeney la franchise tag per toglierlo dal mercato dei free agent. Il 13 luglio dello stesso anno, Dwight firmò un contratto di 6 anni del valore di 72 milioni di dollari, 30 dei quali garantiti, rendendolo uno dei più pagati defensive end della lega.
Il 15 febbraio 2013, i Colts annunciarono l'intenzione di non voler rinnovare il contratto di Freeney per la stagione successiva dopo 11 anni di permanenza con la squadra.

### San Diego Chargers
Il 18 maggio 2013, Freeney firmò un contratto biennale coi Chargers del valore di 8,75 milioni di dollari. Nella settimana 4 contro i Dallas Cowboys si infortunò a un quadricipite, perdendo tutto il resto della stagione. Tornò in campo la stagione successiva in cui mise a segno 3,5 sack. A fine anno fu svincolato.

### Arizona Cardinals

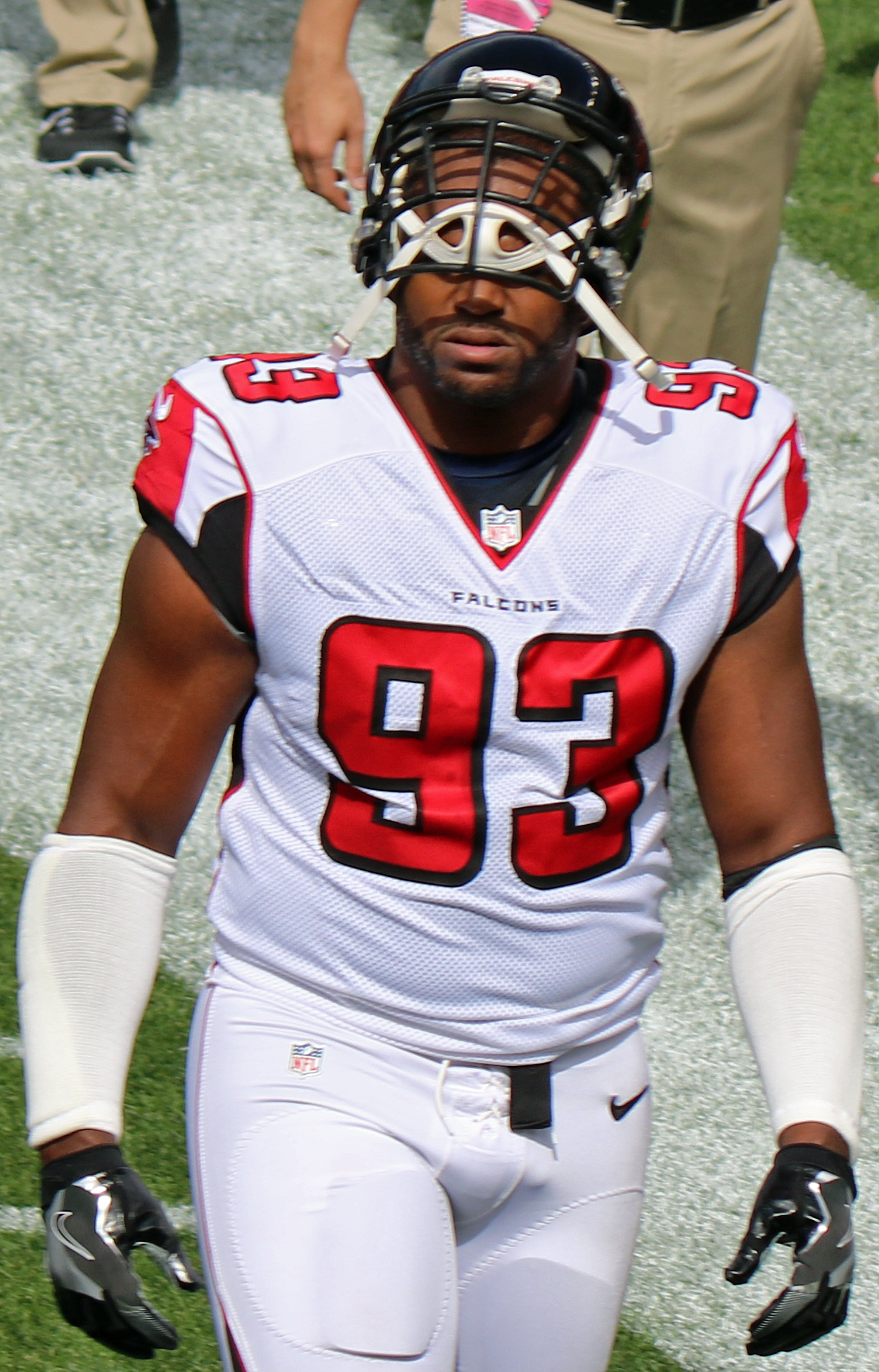
Freeney nel 2016 con gli Atlanta Falcons

Il 12 ottobre 2015, Freeney firmò un contratto di un anno con gli Arizona Cardinals. Nella settimana 14, con la sua squadra in vantaggio per 23-20, fu decisivo forzando un fumble su Teddy Bridgewater dei Vikings a cinque secondi dal termine che impedì agli avversari di calciare il field goal del potenziale pareggio. Con quella vittoria i Cardinals ottennero la matematica qualificazione ai playoff. Due settimane dopo mise a segno un massimo stagionale di 3 sack su Aaron Rodgers dei Packers, venendo premiato come miglior difensore della NFC della settimana.

### Atlanta Falcons
Il 2 agosto 2016, Freeney firmò un contratto di un anno con gli Atlanta Falcons con cui nella stagione regolare disputò 15 partite con 3 sack. Il 5 febbraio 2017 partì come titolare nel Super Bowl LI mettendo a segno un sack e forzando un fumble ma i Falcons furono battuti ai tempi supplementari dai New England Patriots dopo avere sprecato un vantaggio di 28-3 a tre minuti dal termine del terzo quarto.

### Seattle Seahawks
Il 24 ottobre 2017, Freeney firmò un contratto annuale con i Seattle Seahawks dopo l'infortunio di Cliff Avril. Nella prima gara con la nuova maglia mise a segno un sack condiviso nella vittoria sugli Houston Texans. Il 21 novembre 2017, malgrado 3 sack in 4 partite, fu svincolato.

### Detroit Lions
Il giorno successivo, Freeney firmò con i Detroit Lions, con cui concluse l'ultima stagione della carriera.

## Palmarès

### Franchigia
- Super Bowl : 1

Indianapolis Colts: Super Bowl XLI
- American Football Conference Championship: 2

Indianapolis Colts: 2006, 2009
- National Football Conference Championship: 1

Atlanta Falcons: 2016

### Individuale
- Convocazioni al Pro Bowl: 7

2003, 2004, 2005, 2008, 2009, 2010, 2011
- First-Team All-Pro: 3

2004, 2005, 2009
- Second-Team All-Pro: 1

2003
- Leader della NFL in sack: 1

2004
- Leader della NFL in fumble forzati: 1

2002
- PFWA All-Rookie Team - 2002
- Formazione ideale della NFL degli anni 2000
- Club dei 100 sack
- Pro Football Hall of Fame (classe del 2024)